# ライブ・アース
ライブ・アース（Live Earth）は、地球温暖化防止活動を促進するために開催された世界規模のチャリティーコンサート。同コンサートはテレビ・ラジオ・インターネットを通じて、世界150カ国以上、20億人が視聴。2007年7月7日に最初に開催され、2008年12月7日にもインドのムンバイで開催が予定されていたが、ムンバイ同時多発テロの影響で中止となった。
2015年1月21日には再度第2回として『Road to Paris』の副題で6月18日の開催予定が発表されたが、その後開催規模は当初の世界的フェスティバルから大幅に縮小されシャン・ド・マルス公園でのアル・ゴアのNGO団体Climate Realityが開催するイベント「24 Hours of Reality」の一環として「24 Hours of Reality and Live Earth」の名称で11月13日 - 14日にインターネット配信形式で開催された。

## 開催までの経緯
世界7都市で2007年7月7日に7つの大陸で順次開催された、地球温暖化防止を訴える世界規模の同時コンサート。地球温暖化の解決に向けたプロジェクト「S.O.S.（Save Our Selves）」が手がける初の巨大イベント。
2005年のアフリカ貧困撲滅支援コンサート「LIVE 8」でエミー賞を受賞したケビン・ウォールと、ドキュメンタリー映画「不都合な真実」の作者としても知られる元アメリカ合衆国副大統領のアル・ゴアが中心メンバーとなって、2007年2月15日に開催を提案し、7つの大陸で行われる 9つのコンサートと視聴参加4会場で開催。100人以上のミュージシャンが集結し、マルチメディアを通じ150カ国に24時間中継され、20億人の観客とともに、気候変動の危機の解決に向けた、世界的なムーブメント。
S.O.S.（SAVE OUR SELVES=自分自身を救え）キャンペーンのミッションは、個人に力を与えて、消費者行動を変え、企業や政治のリーダーを動かし、気候変動の危機に対処する方法を決断させること。 SOSのメッセージは、誰でも、どこでも、気候変動の危機を解決するための呼びかけに応えることができ、またそうしなければならないと、継続して訴えかけた。

## 開催地

### 2007年

開催地（2007年）の世界地図

- コカ・コーラ・ドーム（南アフリカ・ヨハネスブルグ）
- ジャイアンツ・スタジアム（アメリカ・イーストラザフォード）
- ナショナル・モール（アメリカ・ワシントンD.C.）
- コパカバーナビーチ（Copacabana, Rio de Janeiro）（ブラジル・リオデジャネイロ市）
- 幕張メッセ（日本・千葉市）
- 東寺（日本・京都市）
- 東方明珠電視塔（中国・上海）
- オージー・スタジアム（オーストラリア・シドニー）
- ウェンブリー・スタジアム（イングランド・ロンドン）
- HSHノードバンク・アレナ（ドイツ・ハンブルク）
- ロゼラ研究基地(南極・アデレード島)

## 主な出演アーティスト

### 2007年

#### ウェンブリー・スタジアム（ロンドン）

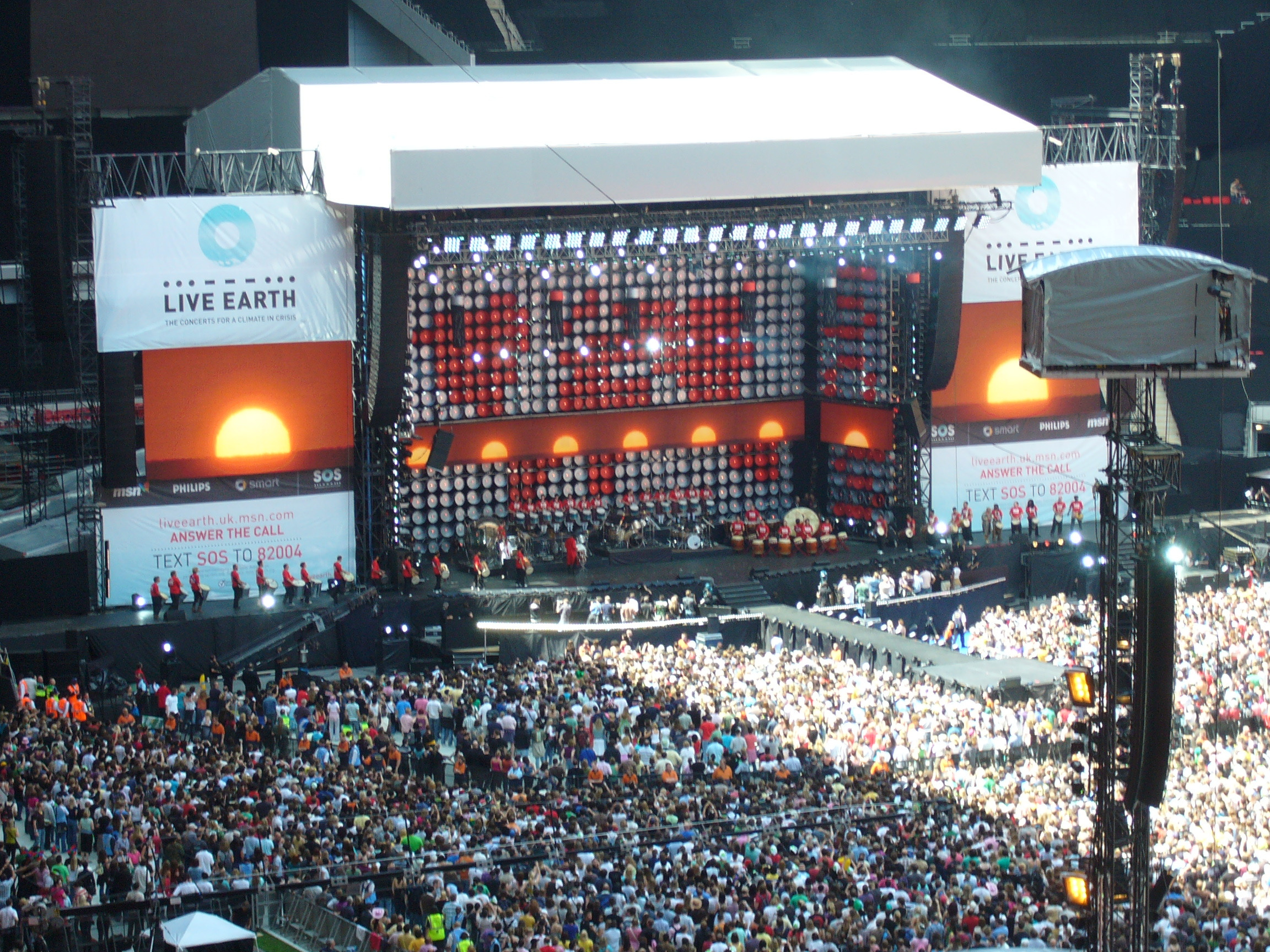
ウェンブリーでのコンサート風景

- The S.O.S. オールスターズ
- ジェネシス
- レイザーライト
- スノウ・パトロール
- ダミアン・ライス & デヴィッド・グレイ
- カサビアン
- パオロ・ヌティーニ
- ブラック・アイド・ピーズ
- ジョン・レジェンド
- デュラン・デュラン
- レッド・ホット・チリ・ペッパーズ
- ブロック・パーティ
- コリーヌ・ベイリー・レイ
- テラ・ナオミ
- キーン
- メタリカ
- スパイナル・タップ
- ジェームス・ブラント
- ビースティ・ボーイズ
- プッシーキャット・ドールズ
- フー・ファイターズ
- マドンナ

#### ジャイアンツ・スタジアム（イーストラザフォード）
- キース・アーバン
- リュダクリス
- フォール・アウト・ボーイ
- エイコン
- ジョン・メイヤー
- メリッサ・エスリッジ
- アリシア・キーズ
- デイブ・マシューズ・バンド
- KTタンストール
- ケリー・クラークソン
- カニエ・ウェスト
- ボン・ジョヴィ
- スマッシング・パンプキンズ
- ロジャー・ウォーターズ
- ポリス
- アル・ゴア

#### ナショナル・モール（ワシントンD.C.）
- ガース・ブルックス
- トリーシャ・イヤウッド

#### 幕張メッセ（千葉）
- 元気ロケッツ
- RIZE
- 絢香
- 大塚愛
- AI
- イグジビット
- abingdon boys school
- Cocco
- リンキン・パーク
- 倖田來未
- リアーナ

プレゼンター:
- 渡辺謙

#### 東寺（京都）
- RIP SLYME
- UA
- BONNIE PINK
- マイケル・ナイマン
- Yellow Magic Orchestra

#### オージー・スタジアム（シドニー）
- クラウデッド・ハウス
- ミッシー・ヒギンズ
- ウルフマザー
- ジャック・ジョンソン

#### HSHノードバンク・アレナ（ハンブルク）
- シャキーラ
- スヌープ・ドッグ
- エンリケ・イグレシアス
- ケイティー・メルア
- マンドゥ・ディアオ
- クリス・コーネル

#### コパカバーナビーチ（リオデジャネイロ）
- ファレル・ウィリアムス
- メイシー・グレイ
- レニー・クラヴィッツ

#### 東方明珠電視塔（上海）
- サラ・ブライトマン

#### コカ・コーラ・ドーム（ヨハネスブルク）
- ジョス・ストーン
- UB40

### 2015年
- ダミアン・クラッシュ
- デュラン・デュラン
- エルトン・ジョン
- フォール・アウト・ボーイ
- フローレンス・アンド・ザ・マシーン
- ホージア
- マムフォード・アンド・サンズ
- ウォーク・ザ・ムーン
- エマニュエル・シュリーキー
- クリス・パイン
- ジョン・ボン・ジョヴィ
- ランス・バス
- エド・ベグリー・ジュニア
- ヴァンス・ジョイ
- ピーター・ガブリエル

## 放送
同コンサートは世界120社がテレビ・ラジオ同時中継した。
オーストラリア
- FOX8

ブラジル
- グローボ

ドイツ
- プロジーベン

日本
- NHK（BS-hi 7日 14:30～21:30）
- フジテレビ721（一部スカパー!での放送もあり　7日 17:00～8日 15:00　ただし中断あり）
- ニッポン放送（一部Suono Dolceでの放送もあり　7日 18:00～8日 4:30）

イギリス
- BBC

アメリカ
- NBC、NBCユニバーサル

## 外部サイト
- Live Earth 公式サイト